# الدوري الأوروبي لكرة السلة للسيدات 2012–13
الدوري الأوروبي لكرة السلة للسيدات 2012–13 هو الموسم 22 من  الدوري الأوروبي لكرة السلة للسيدات. أقيم خلال الفترة 24 أكتوبر 2012 وحتى 24 مارس 2013، وأشرف على تنظيمه الاتحاد الأوروبي لكرة السلة، وكان عدد الأندية المشاركة فيه  21، وفاز فيه UMMC Ekaterinburg ‏.